# Brisbane International 2017
Brisbane International 2017 byl společný tenisový turnaj mužského okruhu ATP World Tour a ženského okruhu WTA Tour, hraný v areálu Queenslandského tenisového centra na otevřených dvorcích s tvrdým povrchem Plexicushion. Konal se na úvod sezóny mezi 1.  až 8. lednem 2017 v brisbaneském Tennysonu jako devátý ročník turnaje.
Mužská polovina se řadila do kategorie ATP World Tour 250 a její dotace činila 495 630 amerických dolarů. Ženská část s rozpočtem 1 milion dolarů byla součástí kategorie WTA Premier Tournaments. Turnaj představoval první událost Australian Open Series s vrcholem v úvodním grandslamu roku, Australian Open.
Premiérová účast bývalé světové jedničky Rafaela Nadala byla potvrzena 24. srpna 2016. Španěl nastoupil jako pátý nasazený do mužské dvouhry.
Nejvýše nasazenými hráči v soutěžích dvouher se stali třetí hráč žebříčku a obhájce titulu Milos Raonic z Kanady a německá světová jednička Angelique Kerberová. Jako poslední přímí účastníci do dvouher nastoupili 79. francouzský tenista pořadí Pierre-Hugues Herbert a 68. žena klasifikace Louisa Chiricová ze Spojených států.
Pátou trofej ve dvouhře okruhu ATP Tour získal Grigor Dimitrov, čímž ukončil šňůru čtyř finálových porážek. Sedmý singlový titul vybojovala 24letá Češka Karolína Plíšková, která poprvé startovala pod trenérským vedením Davida Kotyzy. Po turnaji se posunula zpět na 5. místo. Vítězem mužské čtyřhry se stal australský pár hrající na divokou kartu, Jordan Thompson a Thanasi Kokkinakis, který se na okruh vrátil po 15měsíční přestávce způsobené poraněním ramene. Premiérovým titulem na okruhu ATP Tour se stali první ryze australskou dvojicí, jež událost ovládla. Ženskou čtyřhru opanovala americko-indická dvojice Bethanie Matteková-Sandsová a Sania Mirzaová. Bodový zisk znamenal, že Mirzaová přenechala po 91 týdnech pozici světové jedničky v ženské čtyřhře Mattekové-Sandsové, jež se stala historicky 34. ženou v čele klasifikace a 10. ze Spojených států.

## Rozdělení bodů a finančních odměn

### Rozdělení bodů
| Soutěž       | vítězové | finalisté | semifinalisté | čtvrtfinalisté | 16 v kole | 32 v kole | Q  | Q3 | Q2 | Q1 |
| ------------ | -------- | --------- | ------------- | -------------- | --------- | --------- | -- | -- | -- | -- |
| dvouhra mužů | 250      | 150       | 90            | 45             | 20        | 0         | 12 | 6  | 0  | 0  |
| čtyřhra mužů | 250      | 150       | 90            | 45             | 0         |           |    |    |    |    |
| dvouhra žen  | 470      | 305       | 185           | 100            | 55        | 1         | 25 | 18 | 13 | 1  |
| čtyřhra žen  | 470      | 305       | 185           | 100            | 1         |           |    |    |    |    |

### Finanční odměny
| Soutěž                           | vítězové | finalisté | semifinalisté | čtvrtfinalisté | 16 v kole | 32 v kole | Q3     | Q2     | Q1     |
| -------------------------------- | -------- | --------- | ------------- | -------------- | --------- | --------- | ------ | ------ | ------ |
| dvouhra mužů                     | $77 980  | $41 070   | $22 245       | $12 675        | $7 470    | $4 425    | $1 990 | $995   |        |
| čtyřhra mužů                     | $23 690  | $12 450   | $6 750        | $3 860         | $2 260    |           |        |        |        |
| dvouhra žen                      | $191 418 | $102 887  | $54 793       | $22 887        | $12 289   | $6 703    | $3 494 | $1 862 | $1 043 |
| čtyřhra žen                      | $46 796  | $24 950   | $13 654       | $6 951         | $3 767    |           |        |        |        |
| ve čtyřhře uváděna částka na pár |          |           |               |                |           |           |        |        |        |

## Dvouhra mužů

### Nasazení
| Stát                             | Hráč            | ATP | Nasazení |
| -------------------------------- | --------------- | --- | -------- |
| Kanada                           | Milos Raonic    | 3.  | 1.       |
| Švýcarsko                        | Stan Wawrinka   | 4.  | 2.       |
| Japonsko                         | Kei Nišikori    | 5.  | 3.       |
| Rakousko                         | Dominic Thiem   | 8.  | 4.       |
| Španělsko                        | Rafael Nadal    | 9.  | 5.       |
| Francie                          | Lucas Pouille   | 15. | 6.       |
| Bulharsko                        | Grigor Dimitrov | 17. | 7.       |
| Španělsko                        | David Ferrer    | 21. | 8.       |
| Žebříček ATP k 26. prosinci 2016 |                 |     |          |

### Jiné formy účasti
Následující hráčí obdrželi divokou kartu do hlavní soutěže:
- Samuel Groth
- Jordan Thompson
- Elias Ymer

Následující hráči postoupili z kvalifikace:
- Alex De Minaur
- Ernesto Escobedo
- Jošihito Nišioka
- Jared Donaldson

### Odhlášení
před zahájením turnaje
- Kevin Anderson → nahradil jej  Pierre-Hugues Herbert

## Mužská čtyřhra

### Nasazení
| Stát                                                                                      | Hráč                  | Stát      | Hráč                   | WTA | Nasazení |
| ----------------------------------------------------------------------------------------- | --------------------- | --------- | ---------------------- | --- | -------- |
| Francie                                                                                   | Pierre-Hugues Herbert | Francie   | Nicolas Mahut          | 3.  | 1.       |
| Finsko                                                                                    | Henri Kontinen        | Austrálie | John Peers             | 16  | 2        |
| Jižní Afrika                                                                              | Raven Klaasen         | USA       | Rajeev Ram             | 26. | 3.       |
| Kanada                                                                                    | Daniel Nestor         | Francie   | Édouard Roger-Vasselin | 32. | 4.       |
| Žebříček ATP k 26. prosinci 2016; číslo je součtem žebříčkového postavení obou členů páru |                       |           |                        |     |          |

### Jiné formy účasti
Následující páry obdržely divokou kartu do hlavní soutěže:
- Samuel Groth /  Chris Guccione
- Thanasi Kokkinakis /  Jordan Thompson

## Ženská dvouhra

### Nasazení
| Stát                             | Hráčka               | WTA | Nasazení |
| -------------------------------- | -------------------- | --- | -------- |
| Německo                          | Angelique Kerberová  | 1.  | 1.       |
| Slovensko                        | Dominika Cibulková   | 5.  | 2.       |
| Česko                            | Karolína Plíšková    | 6.  | 3.       |
| Španělsko                        | Garbiñe Muguruzaová  | 7.  | 4.       |
| Rusko                            | Světlana Kuzněcovová | 9.  | 5.       |
| Ukrajina                         | Elina Svitolinová    | 14. | 6.       |
| Rusko                            | Jelena Vesninová     | 16. | 7.       |
| Itálie                           | Roberta Vinciová     | 18. | 8.       |
| Žebříček WTA k 26. prosinci 2016 |                      |     |          |

### Jiné formy účasti
Následující hráčky obdržely divokou kartu do hlavní soutěže:
- Ashleigh Bartyová
- Donna Vekićová

Následující hráčky postoupily z kvalifikace:
- Destanee Aiavová
- Aleksandra Krunićová
- Bethanie Matteková-Sandsová
- Asia Muhammadová

Následující hráčka postoupila z kvalifikace jako tzv. šťastná poražená:
- Kateryna Bondarenková

### Odhlášení
před zahájením turnajet
- Carla Suárezová Navarrová (poranění ramene) → nahradila ji  Lesja Curenková
- Lesja Curenková → nahradila ji  Kateryna Bondarenková

## Ženská čtyřhra

### Nasazení
| Stát                                                                                       | Hráčka                      | Stát      | Hráčka                         | WTA | Nasazení |
| ------------------------------------------------------------------------------------------ | --------------------------- | --------- | ------------------------------ | --- | -------- |
| USA                                                                                        | Bethanie Matteková-Sandsová | Indie     | Sania Mirzaová                 | 6.  | 1.       |
| Rusko                                                                                      | Jekatěrina Makarovová       | Rusko     | Jelena Vesninová               | 14. | 2.       |
| USA                                                                                        | Abigail Spearsová           | Slovinsko | Katarina Srebotniková          | 48. | 3.       |
| Slovinsko                                                                                  | Andreja Klepačová           | Španělsko | María José Martínez Sánchezová | 71. | 4.       |
| Žebříček WTA k 26. prosinci 2016; číslo je součtem žebříčkového postavení obou členek páru |                             |           |                                |     |          |

### Jiné formy účasti
Následující pár obdržel divokou kartu:
- Ashleigh Bartyová /  Casey Dellacquová

## Přehled finále

### Mužská dvouhra
- Grigor Dimitrov vs.  Kei Nišikori, 6–2, 2–6, 6–3

### Ženská dvouhra
- Karolína Plíšková vs.  Alizé Cornetová, 6–0, 6–3

### Mužská čtyřhra
- Thanasi Kokkinakis /  Jordan Thompson vs.  Gilles Müller  /  Sam Querrey, 7–6(9–7), 6–4

### Ženská čtyřhra
- Bethanie Matteková-Sandsová /  Sania Mirzaová vs.  Jekatěrina Makarovová /  Jelena Vesninová, 6–2, 6–3